# 神明台
神明台（しんめいだい）は、東京都羽村市の町名。現行行政地名は、神明台一丁目から神明台四丁目。住居表示未実施区域。

## 地理
羽村市の南部に位置し、西に川崎、北に五ノ神と富士見平、東に双葉町、南東に福生市武蔵野台、南西に福生市加美平と接している。

### 地価
住宅地の地価は、2024年（令和6年）7月1日の地価調査によれば、神明台一丁目15番5外の地点で19万1000円/m2となっている。

## 世帯数と人口
2025年（令和7年）7月1日現在（羽村市発表）の世帯数と人口は以下の通りである。
| 丁目         | 世帯数    | 人口    |
| ------------ | --------- | ------- |
| 神明台一丁目 | 1,139世帯 | 2,149人 |
| 神明台二丁目 | 1,337世帯 | 2,921人 |
| 神明台三丁目 | 1,407世帯 | 2,885人 |
| 神明台四丁目 | 305世帯   | 598人   |
| 計           | 4,188世帯 | 8,553人 |

### 人口の変遷
国勢調査による人口の推移。
| 年                 | 人口  |
| ------------------ | ----- |
| 1995年（平成7年）  | 7,176 |
| 2000年（平成12年） | 7,911 |
| 2005年（平成17年） | 8,354 |
| 2010年（平成22年） | 8,883 |
| 2015年（平成27年） | 8,970 |
| 2020年（令和2年）  | 8,534 |

### 世帯数の変遷
国勢調査による世帯数の推移。
| 年                 | 世帯数 |
| ------------------ | ------ |
| 1995年（平成7年）  | 2,707  |
| 2000年（平成12年） | 2,965  |
| 2005年（平成17年） | 3,312  |
| 2010年（平成22年） | 3,589  |
| 2015年（平成27年） | 3,598  |
| 2020年（令和2年）  | 3,610  |

## 学区
市立小・中学校に通う場合、学区は以下の通りとなる（2012年6月時点）。
| 丁目         | 番・番地等 | 小学校               | 中学校                 |
| ------------ | ---------- | -------------------- | ---------------------- |
| 神明台一丁目 | 全域       | 羽村市立富士見小学校 | 羽村市立羽村第二中学校 |
| 神明台二丁目 | 1〜4番地   | 羽村市立富士見小学校 | 羽村市立羽村第二中学校 |
| 神明台二丁目 | 5〜11番地  | 羽村市立武蔵野小学校 | 羽村市立羽村第三中学校 |
| 神明台三丁目 | 全域       | 羽村市立武蔵野小学校 | 羽村市立羽村第三中学校 |
| 神明台四丁目 | 全域       | 羽村市立武蔵野小学校 | 羽村市立羽村第三中学校 |

## 交通

### 道路
- 東京都道163号羽村瑞穂線
- 東京都道249号福生青梅線

## 事業所
2021年（令和3年）現在の経済センサス調査による事業所数と従業員数は以下の通りである。
| 丁目         | 事業所数  | 従業員数 |
| ------------ | --------- | -------- |
| 神明台一丁目 | 80事業所  | 681人    |
| 神明台二丁目 | 47事業所  | 839人    |
| 神明台三丁目 | 55事業所  | 549人    |
| 神明台四丁目 | 89事業所  | 3,023人  |
| 計           | 271事業所 | 5,092人  |

### 事業者数の変遷
経済センサスによる事業所数の推移。
| 年                 | 事業者数 |
| ------------------ | -------- |
| 2016年（平成28年） | 262      |
| 2021年（令和3年）  | 271      |

### 従業員数の変遷
経済センサスによる従業員数の推移。
| 年                 | 従業員数 |
| ------------------ | -------- |
| 2016年（平成28年） | 4,878    |
| 2021年（令和3年）  | 5,092    |

## 施設
- ビッグ・エー羽村神明台店[16]
- クリエイトSD 羽村神明台店[17]
- スーパーアルプス 羽村店[18]
- スギ薬局 コピオ羽村店[19]
- サンドラッグ 羽村神明台店[20]

## その他

### 日本郵便
- 郵便番号 : 205-0023[3]（集配局 : 羽村郵便局[21]）。